# Повзик острівний
Повзик острівний (Sitta oenochlamys) — вид горобцеподібних птахів родини повзикових (Sittidae).

## Поширення
Ендемік Філіппін. Трапляється на більшій території країни. Мешкає у тропічних або субтропічних вологих лісах.

## Підвиди
- S. o. mesoleuca (Ogilvie-Grant, 1894) — північно-східна частина острова Лусон;
- S. o. isarog Rand y Rabor, 1967 — Лусон;
- S. o. lilacea (Whitehead, 1897) — центральна і східна частина країни;
- S. o. apo (Hachisuka, 1930) — Мінданао;
- S. o. zamboanga Rand y Rabor, 1957, півострів Замбоанга (Мінданао), острови Басілан і Болод;
- S. o. oenochlamys (Sharpe, 1877) — центральна частина Філіппін.